# Campeonato Timorense de Futebol Feminino de 2023-24
A Liga Timorense de Futebol Feminino de 2023-24 (ex-Liga Feto Timor) foi a 4ª edição oficial do Campeonato Timorense de Futebol Feminino. Foi organizada pela Federação de Futebol de Timor-Leste (FFTL) e contou com 6 clubes participantes na primeira divisão.
A primeira partida da temporada foi realizada em outubro de 2023 entre a equipa do S'Amuser FC, campeã da edição 2021, e a Baucau FC. Todos os jogos foram realizados no Estádio Campo FFTL.
Programada para transcorrer até dezembro de 2023, a temporada foi estendida até o mês de janeiro de 2024, quando realizou-se a sétima e última rodada, que coroou a equipa do Sport Laulara e Benfica como campeã.

## Sistema de Disputa
A primeira divisão da liga feminina contou com 6 times, enquanto a segunda divisão teve 5 equipas participantes.
Os times jogaram entre si em turno e returno. A equipa campeã foi aquela que somou mais pontos ao final do cronograma de partidas.

### Critérios de desempate
Ocorrendo igualdade em pontos ganhos entre 2 (dois) ou mais clubes aplicam-se, sucessivamente, os seguintes critérios técnicos de desempate:
- a) resultados dos confrontos diretos
- b) maior saldo de gols
- c) maior número de gols marcados

## Equipes Participantes
Participaram da primeira divisão as mesmas 5 equipas da temporada de 2021 da liga, pois não houve rebaixamento, nem a edição de 2022, mais a equipa campeã da segunda divisão de 2021.
| Time                    | Município | Colocação em 2021    |
| ----------------------- | --------- | -------------------- |
| Baucau FC               | Baucau    | Campeã da 2ª Divisão |
| F.C. Académica          | Díli      | 5º lugar             |
| F.C. Buibere            | Díli      | Vice-campeã          |
| Maranatha FC            | Díli      | 4º lugar             |
| S'Amuser FC             | Díli      | Campeã               |
| Sport Laulara e Benfica | Aileu     | 3º lugar             |

## Classificação
| # | Equipa         | J | V | E | D | GP | GC | SG  | Pts | Classificação                     |
| - | -------------- | - | - | - | - | -- | -- | --- | --- | --------------------------------- |
| 1 | SL Benfica (C) | 7 | 6 | 1 | 0 | 23 | 0  | +23 | 19  | Campeã                            |
| 2 | Maranatha      | 7 | 5 | 0 | 2 | 24 | 1  | +23 | 15  |                                   |
| 3 | S'Amuser       | 7 | 3 | 3 | 1 | 18 | 1  | +17 | 12  |                                   |
| 4 | Buibere        | 7 | 3 | 2 | 2 | 4  | 3  | +1  | 11  |                                   |
| 5 | Académica      | 7 | 1 | 0 | 6 | 6  | 27 | −21 | 3   |                                   |
| 6 | Baucau FC (R)  | 7 | 0 | 0 | 7 | 1  | 44 | −43 | 0   | Rebaixada para 2ª Divisão de 2025 |

Última atualização em 20 de março de 2025
Fonte: [carece de fontes?]
Regras para classificação: 1º pontos; 2º saldo de gols; 3º gols pró.
(C) = Campeão; (R) = Rebaixado; (P) = Promovido; (O) = Vencedor do play-off; (A) = Classificado para a próxima fase. 
Somente aplicável se a temporada não tiver terminado: 
(Q) = Classificado para a fase do torneio indicada; (TQ) = Classificado para o torneio, mas não para a fase indicada; (DQ) = Desclassificado do torneio.

## Premiação
| Liga Timorense de Futebol Feminino de 2023 |
| Timor-Leste                                |
| ------------------------------------------ |
| SL Benfica Campeã (2º título)              |

### Segunda Divisão
Maudoko FC foi a equipa campeã e promovida para a Primeira Divisão de 2025.

## Ligações Externas
- FFTL Liga Timorense de Futebol Feminino - Página oficial no Facebook